# TV Prima
Prima, precedentemente Prima family o Prima televize, è un'emittente televisiva commerciale ceca. Ha ricevuto una licenza di trasmissione nel 1992, le trasmissioni sono iniziate il 20 giugno 1993 con il nome FTV Premiéra a Praga, in Repubblica Ceca, e i suoi dintorni. Nel 1994 è diventata, dopo TV Nova, la seconda emittente televisiva privata nazionale della Repubblica Ceca. 
L'operatore è FTV Prima, di proprietà di GES Group appartenente all'imprenditore Ivan Zach con sede a Praga, che rientra anche nella GES Group Holding gruppo con sede a Amsterdam.
La sua trasmissione è disponibile in tutta la Repubblica Ceca. Il primo direttore generale fu Jiří Mejstřík, l'attuale è Marek Singer.

## Loghi dell'emittente

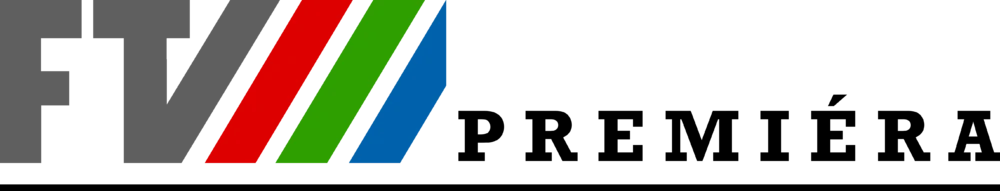
Il primo logo dell'emittente sotto il nome FTV Premiéra (1992–1997)
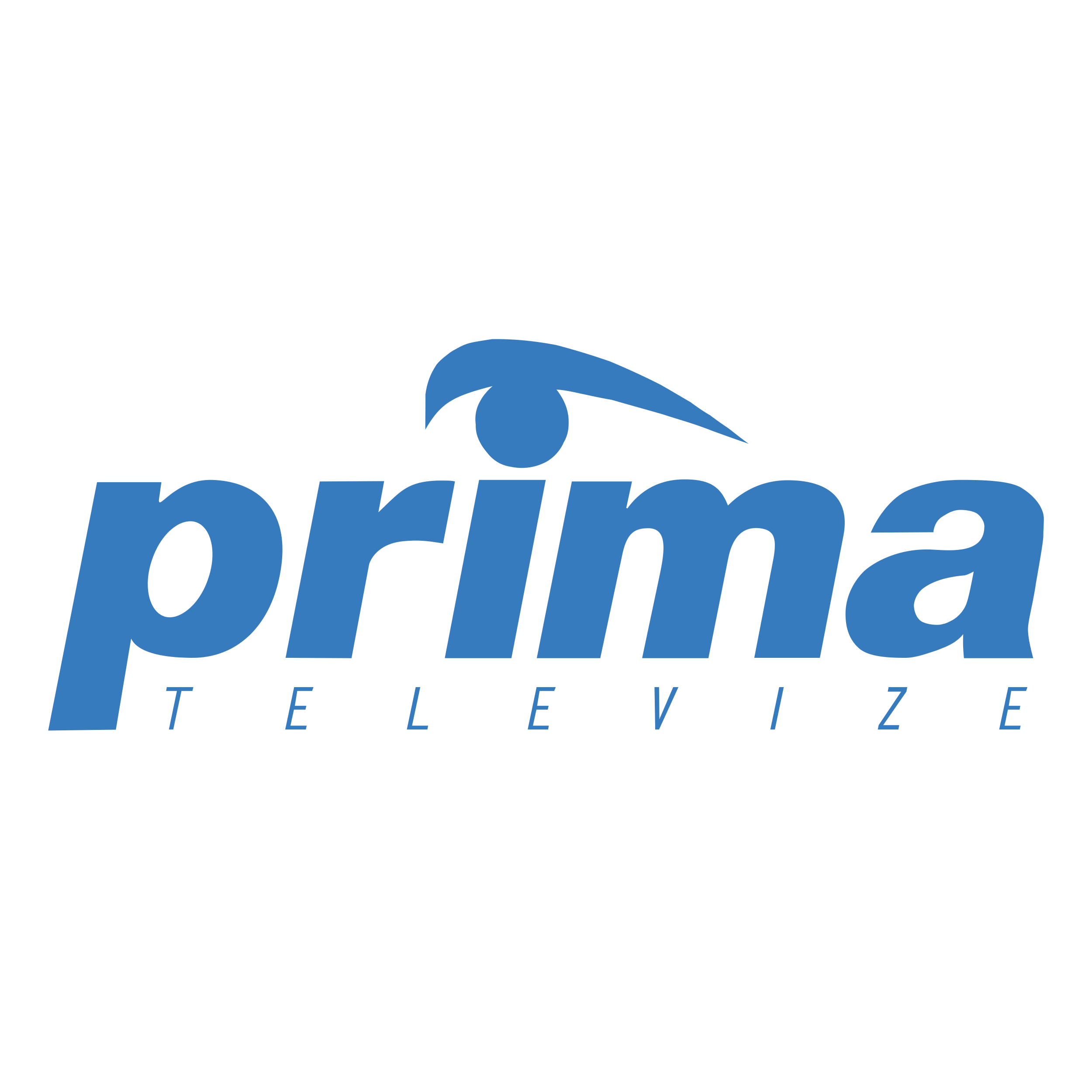
Il primo logo dell'emittente sotto il nome Prima televize (1997–2005)
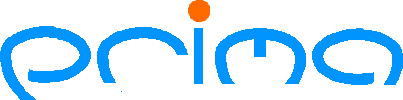
Il secondo logo dell'emittente (2005–2008)
Il terzo logo dell'emittente (prima epoca, 2008–2012)
Il quattro logo dell'emittente sotto il nome Prima family (2012–2013)
Il quinto logo dell'emittente (seconda epoca, dal 2013)
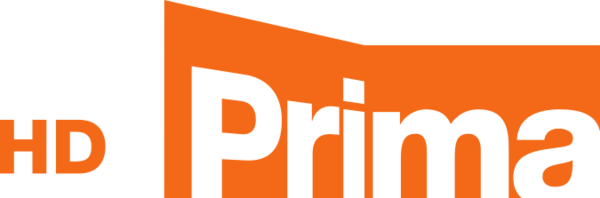
Logo di Prima HD
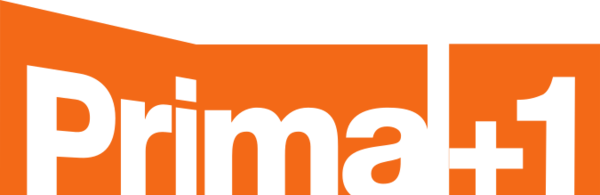
Logo di Prima +1
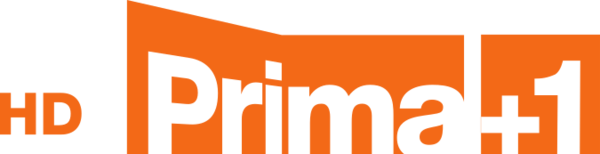
Logo di Prima +1  HD